# Coulommes
Coulommes és un municipi francès, situat al departament de Sena i Marne i a la regió d'Illa de França. L'any 2007 tenia 410 habitants.
Forma part del cantó de Serris, del districte de Meaux i de la Comunitat de comunes Pays Créçois.

## Demografia

### Població
El 2007 la població de fet de Coulommes era de 410 persones. Hi havia 148 famílies, de les quals 28 eren unipersonals (16 homes vivint sols i 12 dones vivint soles), 48 parelles sense fills, 64 parelles amb fills i 8 famílies monoparentals amb fills.
La població ha evolucionat segons el següent gràfic:
Habitants censats

### Habitatges
El 2007 hi havia 165 habitatges, 148 eren l'habitatge principal de la família, 3 eren segones residències i 14 estaven desocupats. 164 eren cases i 1 era un apartament. Dels 148 habitatges principals, 118 estaven ocupats pels seus propietaris, 25 estaven llogats i ocupats pels llogaters i 5 estaven cedits a títol gratuït; 1 tenia una cambra, 4 en tenien dues, 20 en tenien tres, 40 en tenien quatre i 83 en tenien cinc o més. 122 habitatges disposaven pel capbaix d'una plaça de pàrquing. A 53 habitatges hi havia un automòbil i a 83 n'hi havia dos o més.

### Piràmide de població
La piràmide de població per edats i sexe el 2009 era:
| Homes | Edats   | Dones |
| ----- | ------- | ----- |
| 0     | 95 o +  | 0     |
| 0     | 90 a 94 | 0     |
| 4     | 85 a 89 | 0     |
| 0     | 80 a 84 | 8     |
| 0     | 75 a 79 | 12    |
| 8     | 70 a 74 | 0     |
| 4     | 65 a 69 | 0     |
| 4     | 60 a 64 | 8     |
| 4     | 55 a 59 | 0     |
| 20    | 50 a 54 | 16    |
| 8     | 45 a 49 | 20    |
| 20    | 40 a 44 | 4     |
| 12    | 35 a 39 | 4     |
| 28    | 30 a 34 | 32    |
| 16    | 25 a 29 | 12    |
| 12    | 20 a 24 | 8     |
| 0     | 15 a 19 | 0     |
| 4     | 10 a 14 | 16    |
| 8     | 5 a 9   | 20    |
| 16    | 0 a 4   | 16    |

## Economia
El 2007 la població en edat de treballar era de 277 persones, 215 eren actives i 62 eren inactives. De les 215 persones actives 198 estaven ocupades (108 homes i 90 dones) i 17 estaven aturades (6 homes i 11 dones). De les 62 persones inactives 10 estaven jubilades, 28 estaven estudiant i 24 estaven classificades com a «altres inactius».

### Ingressos
El 2009 a Coulommes hi havia 142 unitats fiscals que integraven 389 persones, la mediana anual d'ingressos fiscals per persona era de 22.737 €.

### Activitats econòmiques
Dels 13 establiments que hi havia el 2007, 3 eren d'empreses alimentàries, 4 d'empreses de construcció, 1 d'una empresa de comerç i reparació d'automòbils, 2 d'empreses d'informació i comunicació, 2 d'empreses de serveis i 1 d'una entitat de l'administració pública.
Dels 3 establiments de servei als particulars que hi havia el 2009, 1 era una fusteria, 1 lampisteria i 1 veterinari.
L'únic establiment comercial que hi havia el 2009 era una carnisseria.
L'any 2000 a Coulommes hi havia 7 explotacions agrícoles.

## Equipaments sanitaris i escolars
El 2009 hi havia una escola elemental integrada dins d'un grup escolar amb les comunes properes formant una escola dispersa.

## Poblacions més properes
El següent diagrama mostra les poblacions més properes.